# 張永記
張永記（越南语：／；1837年12月6日—1898年9月1日），又名張正記（越南语：／），號士載（越南语：／），又號南中隱士，越南阮朝歷史學家、文學家、民俗學家、報業人士。

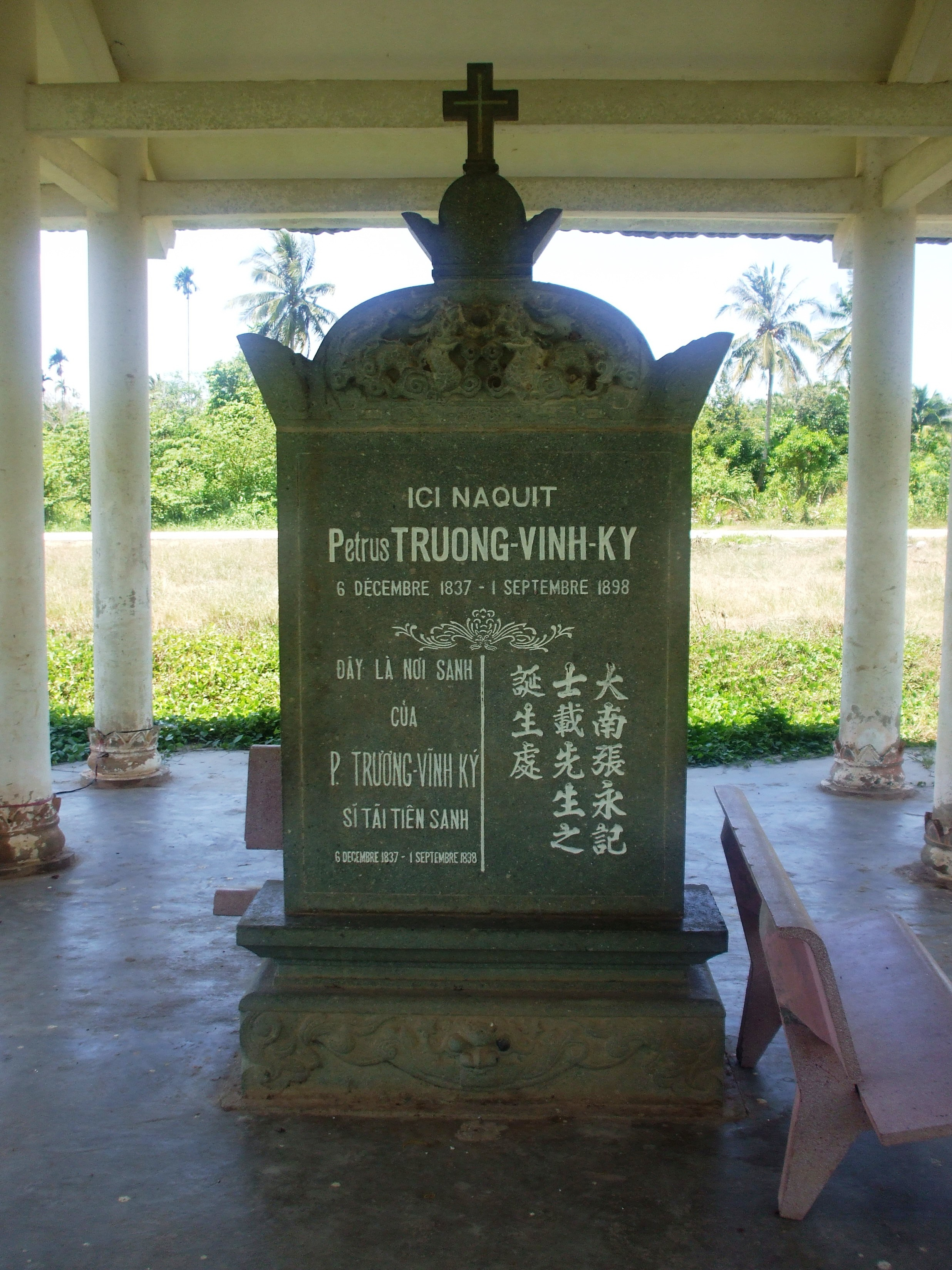
張永記出生地

## 早年游学
明命十八年（1837年12月6日），張永記在永隆省弘道府新明縣明理總永清社（今屬檳椥省則拉縣）出生，父親張正詩曾任阮朝領兵，但在張永記二歲時逝世。

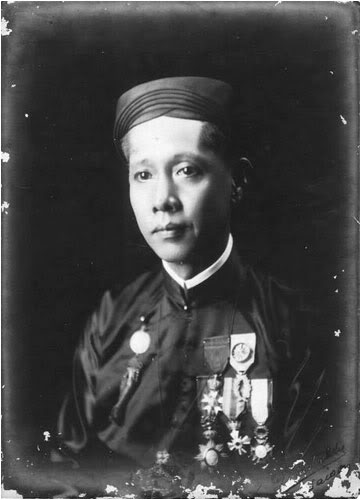
張永記

張永記出生的年代仍屬使用漢字的封建時期，因此他五歲時開始跟隨兄長學習漢字，九歲時跟隨法國Long神父學習國語字，並歸信天主教。改信天主教後，張永記取名洗者若翰·彼得呂斯·張正記（Jean-Baptiste Pétrus Trương Chánh Ký），後來改名爲彼得呂斯·張永記（Pétrus Trương Vĩnh Ký），簡稱彼得呂斯·記（Pétrus Ký）。當時越南國內嚴禁天主教，張永記跟隨神父四處躲藏。
嗣德元年（1848年），張永記在Long神父的建議下，前往位於柬埔寨金邊的神學院(trường Pô-nhia Lư/ trường đạo Pinha-lu)就學。張永記與來自柬埔寨、寮國、緬甸、清國等國的學生學習該國的語言。嗣德四年（1851年），張永記又被送往馬來半島檳城的神學院(trường đạo Dulalma)學習。在檳城期間，張永記又發揮他學習語言的天分，學習了馬來語、印度語、希臘語、西班語、日語、泰語等語言。張永記一生總計懂27種語言。

## 回國任職
嗣德十一年（1858年），張永記學成歸國，正好趕上法國入侵越南，佔領沱㶞汛，攻克嘉定城。越南向向法國求和，急需翻譯人才，神父向阮朝朝廷舉薦了張永記，當時張永記剛剛二十二歲。交涉事畢，張永記請求辭去翻譯一職，阮朝朝廷沒有答應，令他擔任官方通譯，同時在嘉定通言場（翻譯學校，由越南和法屬交趾支那殖民政府共同組建）擔任督教。
嗣德十五年（1862年），越南和法國達成和約，越南向法國割讓南圻東三省（嘉定省、邊和省和永隆省），並派潘清簡等人前往法國商談，張永記作為通譯隨同前往法國。回國後，張永記繼續擔任通言場督教。
嗣德二十年（1867年）十月初七日，嗣德帝賞賜張永記玉石、衣物、佩飾和銀錢，獎勵他培訓翻譯人才的功勞。嗣德二十一年（1868年）四月，嗣德帝增派黎文顯等5人前往嘉定向張永記學習語言。同年十二月，張永記辭職回家，阮朝朝廷給予他每月二十元的退休俸祿，以便黎文顯等人能繼續跟隨他学习。
由於張永記學識淵博且經常協助法國人當通譯，故於公元1874年榮獲法國推薦入選為世界十八文豪當中的第十七位。之後，張永記於1883年又榮獲法國科學院院士頭銜。

## 倡立報紙
張永記在深入接觸過西方文明，懂得報紙對一個國家文化發展和文明傳播的重要性。張永記回到越南後的隔年，亦即1865年，佔領越南南部三省的法軍少將準都督Roze邀請張永記擔任殖民政府官員。張永記予以婉拒，但提出用越南國語字發行《嘉定報》的構想。Roze同意張永記辦報的構想，但條件是須由法國人擔任發行人。為達成辦報目的，張永記同意Roze的建議，最後於1865年4月1日獲得辦報許可證，並由法國籍通譯員埃內斯特·波托（Ernest Potteaux）擔任首任發行人兼主編。《嘉定報》因而於1865年4月15日開始發行。直到1869年5月16日起才改由張永記擔任發行人兼主編，黃靜果擔任主筆。這份報紙一直發行到1897年12月才結束。
《嘉定報》為越南第一份用越南國語字發行的報紙。張永記可謂越南人當中最早推廣越南國語字且有貢獻的第一人。

## 北上任職
同慶乙酉年（1885年），同慶帝即位。法國的生物學家保羅·貝特被派遣到越南中圻與北圻擔任特使。由於保羅·貝特與張永記為舊識，故特別邀請張永記前往順化擔任御前通言一職，做同慶帝的專職翻譯，方便法國殖民政府和同慶帝交涉；同時也擔任同慶帝的法語老師。
同慶元年（1886年）三月，同慶帝授張永記為翰林院侍講學士。不久又充任機密院參佐，隨同同慶帝北巡。然而，保羅·貝特突然於同年11月意外病死，隨後以生病為由辭官回到西貢教書。

## 晚年
回到西貢的張永記只能靠教書維持生活。過去受殖民政府喜愛時期，張永記總能獲得補助出版書籍。頓失依靠後，張永記因自費出版而累積不少債務。
成泰十年七月十六日（1898年9月1日），張永記在西貢去世，壽六十二岁。死後葬在家中的前院。

## 故居

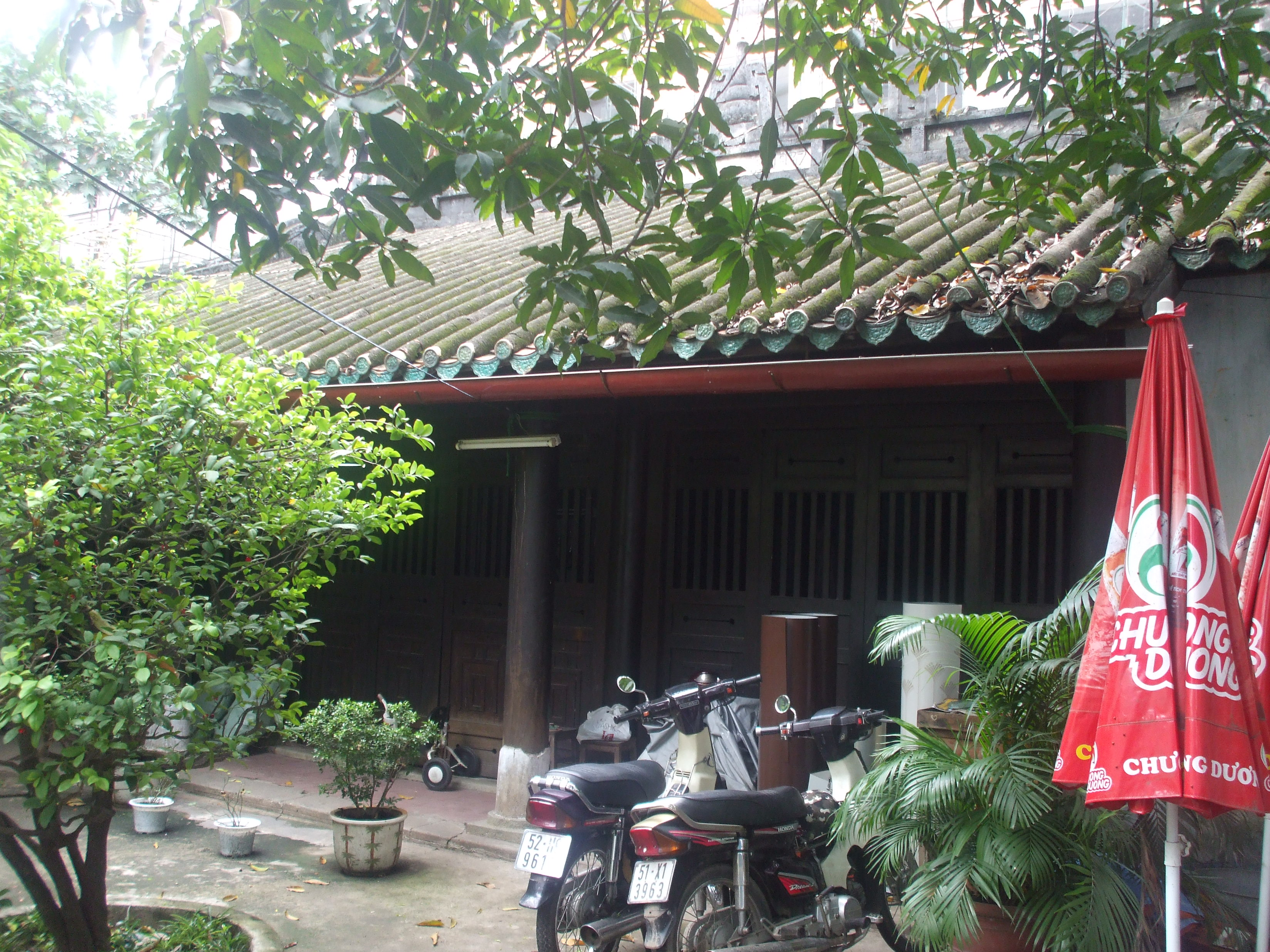
張永記故居

位於今日胡志明市陳興道街的張永記故居面積相當寬廣，目前仍由張永記的後代子孫居住。前院除了有張永記的大型紀念墓室（1937年法國總督捐贈建成）之外，還有數十戶家族成員的墳墓。故居庭園門口有一巨型牌樓。張家的後代子孫為增加收入，庭園的一部分出租給他人經營小型餐飲事業。
目前遺留在故居的張永記文物並不多。根據張家後代表示，因時代變遷，張永記的子孫多數移民法國或其他國家，張永記的文物也因而分散在各家族成員之中。目前遺留在張永記故居的較重要文物主要是啟定帝和保大帝追贈官職的詔書。

## 成就與貢獻
張永記曾做過《嘉定報》主編，又出版超過一百本書。他不僅將西方和越南經典著作（《金雲翹傳》、《大南國史演歌》等）翻譯為國語字，同時還編纂出版國語字和法文推廣教材，並從事國語字的研究和寫作。
張永記的成就不僅在越南國內獲肯定，也獲得國際上的認可，比如《大英百科全書》就收有Pétrus Ky詞條來介紹張永記。

## 評價
張永記於十九世紀在歐洲的名聲響亮並獲極高評價，曾獲法國科學院院士頭銜、當選世界十八大文豪和《大英百科全書》記載等。
然而，張永記在越南獲得的評價卻相對兩極化。在1975年南北統一前，張永記曾獲得較高的評價。西貢聖母聖殿主教座堂前廣場原佇立著張永記的銅像，但1975年越南共產黨解放南越後，該銅像已被移走，目前置於胡志明市美術館內的某一角落。由於在政治上對張永記的評價尚未完全平反，位於西貢的張永記故居也未能獲准對外正式開放參觀。
儘管如此，目前在胡志明市及張永記的故鄉永清社仍留有以張永記為名的道路及中等學校以茲紀念。

## 著作
張永記一生著作豐富超過一百本書。

### 漢文
- 《大南總撮》
- 《南圻六省四煞四害歌》
- 《吏治新編》
- 《文衡略述》
- 《啟蒙呈引》
- 《士院家草》

### 法文
- Etudecomparéesur les langues，lesécritures，les croyances et les moeurs de l’Indochine

（對印度支那族群的聲音，腳本，信仰和習俗的比較研究）
- Comparaison dessystèmesd'écrituresidéographiques，hiéroglyphiques，phonétiques，alphabetici

（書面，繪畫，語音和字母系統a，b，c的比較研究）
- Etude comparée des écritures et des langues de trois branches linguistiques

（比較文學和三種語言的語言/1894）
- Essai sur la la similitude des langues et des écritures orientales

（東方語言和寫作的相似性）

## 家庭
張永記有九個兒女，分別是：
- 施洗若翰·張永世（Jean-Baptiste Trương Vĩnh Thế，1962－1918）
- 瑪麗·張氏嘉（Marie Trương Thị Gia，1865－1954）
- 萊昂·張永曰（Léon Trương Vĩnh Viết，1867－？）
- 瑪麗-弗朗索瓦絲·張氏思（Marie-Françoise Trương Thị Tư，1869－1964）
- 阿爾貝·張永仲（Albert Trương Vĩnh Trọng，1872－1913）
- 維克托·張永尼（Victor Trương Vĩnh Ny，1874－？）
- 費利克斯·張永奇（Trương Vĩnh Kỳ，1878－1881）
- 尼古拉·張永先（Nicolas Trương Vĩnh Tiên），1882年出生，同年夭折
- 尼古拉·張永宋（1884－1974）

越南共和國政客，原國會主席張永禮是張永記的曾孫。

## 外部連結
- Truong Vinh Ky sur larousse.fr